# 하이케 마카치
하이케 마카치(독일어: Heike Makatsch, 1971년 8월 13일 ~ )는 독일의 배우, 가수이다. 독일의 아이스하키 국가대표였던 라이너 마카치의 딸로 뒤셀도르프 대학교에서 공부했다. 1993년부터 방송계에 뛰어들어 1996년 영화 《스탠 바이 유어 맨》으로 데뷔했다. 가수 활동도 했었으며 데뷔작에서는 영화의 OST를 직접 부르기도 했다. 2009년에는 전기영화 《Hilde》에 출연해 힐데가르트 크네프를 연기했다.

## 주요 작품
- 《러브 액츄얼리》(2003)
- 《아나토미 2》(2003)
- 《레트클리프 부인의 혁명》(2007)
- 《기프트 호스》(2009)